# Mystus castaneus
Mystus castaneus är en fiskart som beskrevs av Ng 2002. Mystus castaneus ingår i släktet Mystus och familjen Bagridae. IUCN kategoriserar arten globalt som livskraftig. Inga underarter finns listade i Catalogue of Life.